# Kalifornijski tehnološki institut
Kalifornijski tehnološki institut (engl. California Institute of Technology) je privatni istraživački univerzitet sa sedištem u Pasadeni u Kaliforniji. Poznat po svojoj snazi u prirodnim naukama i inženjerstvu, Kalteh je često rangiran kao jedan od deset najboljih svetskih univerziteta.
Mada je osnovan kao pripremna i stručna škola od strane Trupa 1891, koledž je tokom ranog 20. veka privukao uticajne naučnike kao što su Džordž Ileri Hejl, Artur Amos Noies i Robert Miliken. Stručne i pripremne škole su raspuštene 1910, a koledž je poprimio svoj današnji naziv 1921. Kalteh je svrstan u Udruženje američkih univerziteta 1934. godine. Prethodnici Laboratorije za mlazni pogon (NASA), koju Kalteh i dalje održava, su uspostavljeni tokom perioda od 1936. do 1943. pod rukovodstvom Teodora van Karmana. Univerzitet je jedan iz male grupe instituta tehnologije u Sjedinjenim Državama, koja je prvenstveno posvećena nastavi čistih i primenjenih nauka.
Kalteh ima šest akademskih jedinica koje se prvenstveno bave naukom i inženjerstvom, koje su bile sponzorisanom sa 332 miliona dolara u 2011. godini za obavljanje istraživanja. Njegov glavni kampus površine 50 ha se nalazi oko 18 km severoistočno od centra Los Anđelesa. Studenti prve godine su obavezni da žive u kampusu, a 95% studenata ostaje u Kalteškom sistemu smeštaja na kampusu. Iako Kalteh ima jaku tradiciju praktičnih šala i podvala, studentski život je regulisan kodeksom časti koji omogućava fakultetu da zadaje kompleksne ispite koji se delom polažu van formalnih učionica. Kalteh dabrovi se takmiče u 13 univerzitetskih sportova u NCAA Diviziji III u Južno kalifornijskoj međukoleškoj atletskoj konferenciji.
Prema podacima iz 2018. godine, na Kaltehu je do sada radilo 73 nobelovaca (pri čemu je hemičar Lajnus Poling jedina osoba u istoriji koja je nagrađena sa dve potpune nagrade), 4 Fildovih medaljista, i 6 dobitnika Tjuringove nagrade. Osim toga, postoje 53 neemeritusna člana fakulteta (kao i znatan broj emeratusnih članova fakulteta) koji su izabrani za jednu od Nacionalnih akademija Sjedinjenih Država, 4 glavna naučnika američkog vazduhoplovstva i 71 dobitnik Nacionalnih medalja za nauku ili tehnologiju Sjedinjenih Država. Brojni članovi fakulteta povezani su sa Medicinskim institutom Hauard Hjuz kao i sa agencijom NASA. Prema jednoj studiji Pomona koledža iz 2015. godine, Kalteh je rangiran kao broj jedan u SAD po postotku svojih diplomiranih studenata koji nastavljaju studije s ciljem sticanja doktorata. Institut je rangiran je kao šesti na svetu po Šangajskoj listi univerziteta. Prema Tajmsovoj listi, Kalteh je rangiran kao najbolji univerzitet na svetu.

## Istorija

### Trupov koledž
Kaltech je započeo kao stručna škola koju je u Pasadeni 23. septembra 1891. osnovao lokalni biznismen i političar Amos G. Trup. Škola je bila sukcesivno poznata pod nazivom Trupov univerzitet, Trupov politehnički institut (i Škola za manuelni trening) i Trupov koledž tehnologije, pre nego što je stekla sadašnji naziv 1920. godine. Stručna škola je razformirana, a pripremni program odvojen, da bi se 1907. godine formirala nezavisna Politehnička škola.
U vreme dok su naučna istraživanja u Sjedinjenim Državama bila tek u povojima, Džordž Eleri Hejl, solarni astronom sa Univerziteta u Čikagu, osnovao je Opservatoriju Maunt Vilson 1904. On se pridružio  Trupovom upravnom odboru 1907. godine, i ubrzo počeo da ga razvija, kao i celu Pasadenu u značajno naučno i kulturno odredište. On je osmislio imenovanje Džejmsa A. B. Šerera, književnog naučnika koji nije imao obuku u prirodnim naukama, ali je bio sposoban administrator i sakupljač sredstava, za predsednika Trupa 1908. Šerer je nagovorio penzionisanog biznismena i poverenika Čarlsa V. Gejtsa da donira 25.000 dolara početnog kapitala za izgradnju Gejtsove laboratorije, prve zgrade za naučne studije na kampusu.

### Svetski ratovi
Godine 1910, Trup se preselio na svoje današnje mesto. Artur Fleming je donirao zemlju za stalno mesto kampusa. Teodor Ruzvelt je dao govor na Trup institutu 21. marta 1911. godine i izjavio je:
Želim da vidim da institucije poput Trupa pretvore devedeset i devet od svakih stotinu učenika u ljude koji će da obavljaju date industrijske radove bolje nego što to bilo ko drugi može činiti; Želim da vidim kako ti ljudi izvode radove poput onih koji se sada vrše na Panamskom kanalu i na velikim projektima navodnjavanja u unutrašnjosti ove zemlje - a stotog čoveka želim da vidim sa vrstom kulturne naučne obuke koja će učiniti njega i njegove kolege matricom iz koje se povremeno može razviti čovek poput vašeg velikog astronoma, Džordža Eleri Hejla.
Iste godine u zakonodavnom telu Kalifornije predstavljen je predlog zakona kojim se tražilo uspostavljanje javno finansiranog „Kalifornijskog tehnološkog instituta“, sa početnim budžetom od milion dolara, deset puta većim od budžeta Trupa u to vreme. Odbor poverilaca ponudio je da Trup preda državi, ali su predsednici Univerziteta Stanford i Univerziteta u Kaliforniji uspešno lobirali protiv tog predloga zakona, tako da je Trupu omogućeno da se razvije jedino kao obrazovni institut orijentisan na naučna istraživanja u južnoj Kaliforniji, javno ili privatno, sve dok početak Drugog svetskog rata nije iziskivao širi razvoj naučnog obrazovanja zasnovanog na istraživanju. Trupovo obećanje privuklo je fizičkog hemičara Artura Amosa Nojesa sa MIT da dalje razvije ovu instituciju i pomogne u njenom uspostavljanju kao centru za nauku i tehnologiju.
Sa početkom Prvog svetskog rata, Hejl je organizovao Nacionalni istraživački savet da koordiniše i podržava naučni rad na vojnim problemima. Iako je podržao ideju federalnih izdvajanja za nauku, on je uzeo izuzetak od saveznog zakona kojim bi se finansirala inženjerska istraživanja na koledžima za dodelu zemljišta, i umesto toga je pokušao da prikupi 1 milion dolara nacionalnog istraživačkog fonda u potpunosti iz privatnih izvora. U tu svrhu, kako je Hejl napisao u Njujork tajmsu:
Trupov tehnološki koledž u Pasadeni, Kalifornija, nedavno je pružio upečatljivu ilustraciju jednog načina na koji Istraživački savet može da obezbedi saradnju i unapredi naučna istraživanja. Ova institucija, sa svojim sposobnim istraživačima i odličnim istraživačkim laboratorijama, mogla bi biti od velike pomoći u bilo kojoj širokoj šemi saradnje. Predsednik Šerer, čuvši za formiranje saveta, odmah se ponudio da učestvuje u njegovom radu, i sa tim ciljem je u roku od tri dana obezbedio dodatnu istraživačku zadužbinu od sto hiljada dolara.

Preko Nacionalnog istraživačkog saveta, Hejl je istovremeno lobirao da nauka ima veću ulogu u nacionalnim poslovima, a da Trup igra nacionalnu ulogu u nauci. Nova sredstva su bila namenjena za istraživanja fizike i na kraju su dovela do osnivanja laboratorije Norman Bridž, koja je privukla eksperimentalnog fizičara Roberta Endruza Milikana sa Univerziteta u Čikagu 1917. godine. Tokom rata, Hejl, Nojes i Milikan su zajedno radili u Vašingtonu na NRC-u. Nakon toga, nastavili su svoje partnerstvo u razvoju Kalteha.
Pod vođstvom Hejla, Nojesa i Milikana (potpomognutog ekonomijom južne Kalifornije u procvatu), Kalteh je postao nacionalni istaknut tokom 1920-ih i koncentrisao se na razvoj Ruzveltovog „Stotog čoveka“. Poverenici su 29. novembra 1921. godine proglasili izričitom politikom instituta da se bave naučnim istraživanjima od najvećeg značaja i istovremeno „da nastavi da vodi temeljne kurseve iz tehnike i čiste nauke, zasnivajući rad ovih kurseva na izuzetno jakom podučavanju u fundamentalnim naukama matematike, fizike i hemije; proširenju i obogaćivanju nastavnog plana i programa liberalnom količinom nastave iz predmeta kao što su engleski, istorija i ekonomija; i oživljavanju celokupnog rada Instituta infuzijom u izobilnoj meri istraživačkog duha“. Milikan je 1923. godine dobio Nobelovu nagradu za fiziku. Godine 1925, škola je osnovala odeljenje za geologiju i angažovala Vilijama Beneta Manroa, tadašnjeg predsednika odeljenja za istoriju, vladu i ekonomiju na Univerzitetu Harvard, da stvori odeljenje za humanističke i društvene nauke na Kaltehu. Godine 1928, osnovan je odsek za biologiju pod vođstvom Tomasa Hanta Morgana, najistaknutijeg biologa u Sjedinjenim Državama u to vreme, i otkrivača uloge gena i hromozoma u nasleđivanju. Godine 1930, Kerkofova pomorska laboratorija je osnovana u Korona del Maru pod starateljstvom profesora Džordža Makginitija. Godine 1926, stvorena je diplomska škola aeronautike, koja je na kraju privukla Teodora fon Karmana. Karman je kasnije pomogao u stvaranju Laboratorije za mlazni pogon i odigrao je integralnu ulogu u uspostavljanju Kalteha kao jednog od svetskih centara za raketnu nauku. Godine 1928, počela je izgradnja Palomar opservatorije.
Milikan je od 1921. do 1945. služio kao „predsedavajući Izvršnog veća“ (efektivno predsednik Kalteha) i njegov uticaj je bio toliki da je institut povremeno nazivan „Milikanovom školom“. Milikan je pokrenuo program gostujućih naučnika ubrzo nakon što se pridružio Kaltehu. Značajni naučnici koji su prihvatili njegov poziv su Pol Dirak, Ervin Šredinger, Verner Hajzenberg, Hendrik Lorenc i Nils Bor. Albert Ajnštajn je prvi put stigao u kampus Kalteha 1931. godine kako bi usavršio svoju Teoriju opšte relativnosti, a kasnije se vratio na Kaltek kao gostujući profesor 1932. i 1933. godine.
Tokom Drugog svetskog rata, Kalteh je bio jedan od 131 koledža i univerziteta na nacionalnom nivou koji su učestvovali u programu obuke V-12 Mornaričkog koledža koji je studentima nudio put do Mornaričke komisije. Mornarica Sjedinjenih Država je takođe održavala školu za pomorsku obuku za vazduhoplovni inženjering, rezidentne inspektore ordinacije i pomorskog materijala, i oficira za vezu Nacionalnog komiteta za istraživanje odbrane u kampusu.

## Spoljašnje veze
- Zvanični veb-sajt
- Istorija Kalteha